# Przygoda dorożkarza
Przygoda dorożkarza – polski niemy film komediowy z 1902, jeden z pierwszych polskich filmów fabularnych.
Obraz został zrealizowany przez pioniera polskiej kinematografii Kazimierza Prószyńskiego, który nakręcił go za pomocą biopleografu – urządzenia zdjęciowo-projekcyjnego własnej konstrukcji. Był to jeden z jego pierwszych, jeszcze eksperymentalnych filmów. W głównej roli obsadził młodego wówczas aktora Kazimierza Junoszę-Stępowskiego, dla którego „Przygoda dorożkarza” była debiutem filmowym.

## Zarys fabuły
Dorożkarz zasnął w pojeździe, obudził go pasażer. Okazuje się, że śpiącemu woźnicy żartownisie wyprzęgnęli konia, wprzęgając w zamian osła. Dorożkarz jest zdumiony zmianą.  

## Obsada
- Kazimierz Junosza-Stępowski jako pasażer
- Władysław Neubelt jako dorożkarz (nazwisko aktora grającego dorożkarza jest niepewne)